# Frans voetbalkampioenschap 1951/52
In 1951/52 werd het veertiende professionele voetbalkampioenschap georganiseerd in Frankrijk.

## Eindstand
| Plaats | Club                   | Ptn | Wed | W  | G  | V  | DV | DT | DS  | Opmerking                          |
| ------ | ---------------------- | --- | --- | -- | -- | -- | -- | -- | --- | ---------------------------------- |
| 1      | OGC Nice               | 46  | 34  | 21 | 4  | 9  | 65 | 42 | +23 | Kampioen (Winnaar Coupe de France) |
| 2      | Girondins de Bordeaux  | 45  | 34  | 20 | 5  | 9  | 88 | 49 | +39 |                                    |
| 3      | Lille OSC              | 44  | 34  | 19 | 6  | 9  | 85 | 50 | +35 |                                    |
| 4      | Stade de Reims         | 38  | 34  | 16 | 6  | 12 | 64 | 48 | +16 |                                    |
| 5      | FC Metz                | 38  | 34  | 14 | 10 | 10 | 48 | 45 | +3  |                                    |
| 6      | Nîmes Olympique        | 37  | 34  | 16 | 5  | 13 | 63 | 47 | +16 |                                    |
| 7      | Le Havre AC            | 37  | 34  | 15 | 7  | 12 | 55 | 44 | +11 |                                    |
| 8      | CO Roubaix-Tourcoing   | 36  | 34  | 14 | 8  | 12 | 57 | 44 | +13 |                                    |
| 9      | AS Saint-Etienne       | 36  | 34  | 15 | 6  | 13 | 69 | 68 | +1  |                                    |
| 10     | FC Sète                | 36  | 34  | 14 | 8  | 12 | 54 | 56 | -2  |                                    |
| 11     | FC Nancy               | 35  | 34  | 12 | 11 | 11 | 59 | 53 | +6  |                                    |
| 12     | FC Sochaux-Montbéliard | 31  | 34  | 12 | 7  | 15 | 51 | 54 | -3  |                                    |
| 13     | RC Lens                | 31  | 34  | 12 | 7  | 15 | 54 | 61 | -7  |                                    |
| 14     | RC Paris               | 31  | 34  | 13 | 5  | 16 | 60 | 71 | -11 |                                    |
| 15     | Stade Rennais UC       | 28  | 34  | 10 | 8  | 16 | 51 | 85 | -34 |                                    |
| 16     | Olympique de Marseille | 27  | 34  | 9  | 9  | 16 | 52 | 76 | -24 |                                    |
| 17     | Olympique Lyonnais     | 20  | 34  | 7  | 6  | 21 | 38 | 78 | -40 | Degradatie naar Division 2         |
| 18     | RC Strasbourg          | 16  | 34  | 4  | 8  | 22 | 38 | 80 | -42 | Degradatie naar Division 2         |

(Overwinning:2 ptn, gelijk:1 pt, verlies:0 ptn)
 

## Topschutters
| Plaats | Speler                  | Nat.                | Club                   | Goals |
| ------ | ----------------------- | ------------------- | ---------------------- | ----- |
| 1      | Gunnar Andersson        | Vlag van Zweden     | Olympique de Marseille | 31    |
| 2      | Bertus de Harder        | Vlag van Nederland  | Girondins de Bordeaux  | 25    |
| -      | Marcel Rouvière         | Vlag van Frankrijk  | Nîmes Olympique        | 25    |
| 4      | Jean Saunier            | ?                   | Le Havre AC            | 20    |
| -      | André Strappe           | Vlag van Frankrijk  | Lille OSC              | 20    |
| 6      | Maurice Singier         | Vlag van Frankrijk  | FC Sète                | 19    |
| 7      | Wilhelm Van Lent        | Vlag van Nederland  | RC Lens                | 18    |
| 8      | Léon Deladerrière       | Vlag van Frankrijk  | FC Nancy               | 17    |
| 9      | Jean-Jacques Kretschmar | Vlag van Frankrijk  | Roubaix-Tourcoing      | 16    |
| 9      | André Lukac             | ?                   | Girondins de Bordeaux  | 16    |
| 11     | Jacques Foix            | Vlag van Frankrijk  | RC Paris               | 15    |
| 12     | Erik Kuld Jensen        | Vlag van Denemarken | Lille OSC              | 14    |
| -      | Edmond Plewa            | ?                   | FC Nancy               | 14    |
| -      | Jean Grumellon          | Vlag van Frankrijk  | Stade Rennais UC       | 14    |

1932/33 · 1933/34 · 1934/35 · 1935/36 · 1936/37 · 1937/38 · 1938/39 · 1939/40 · 1940/41 · 1941/42 · 1942/43 · 1943/44 · 1944/45 · 1945/46 · 1946/47 · 1947/48 · 1948/49 · 1949/50 · 1950/51 · 1951/52 · 1952/53 · 1953/54 · 1954/55 · 1955/56 · 1956/57 · 1957/58 · 1958/59 · 1959/60 · 1960/61 · 1961/62 · 1962/63 · 1963/64 · 1964/65 · 1965/66 · 1966/67 · 1967/68 · 1968/69 · 1969/70 · 1970/71 · 1971/72 · 1972/73 · 1973/74 · 1974/75 · 1975/76 · 1976/77 · 1977/78 · 1978/79 · 1979/80 · 1980/81 · 1981/82 · 1982/83 · 1983/84 · 1984/85 · 1985/86 · 1986/87 · 1987/88 · 1988/89 · 1989/90 · 1990/91 · 1991/92 · 1992/93 · 1993/94 · 1994/95 · 1995/96 · 1996/97 · 1997/98 · 1998/99 · 1999/00 · 2000/01 · 2001/02 · 2002/03 · 2003/04 · 2004/05 · 2005/06 · 2006/07 · 2007/08 · 2008/09 · 2009/10 · 2010/11 · 2011/12 · 2012/13 · 2013/14 · 2014/15 · 2015/16 · 2016/17 · 2017/18 · 2018/19 · 2019/20 · 2020/21 · 2021/22 · 2022/23 · 2023/24 · 2024/25